# NGC 204
NGC 204 es una galaxia lenticular localizada en la constelación de Piscis.